# Chlístov (Rychnov nad Kněžnou-i járás)
Chlístov település Csehországban, Rychnov nad Kněžnou-i járásban. Chlístov Val, Ohnišov, Dobruška és Nové Město nad Metují településekkel határos. Lakosainak száma 79 fő (2024. január 1.).

## Népesség
A település lakosságának változását az alábbi diagram mutatja:
| Lakosok száma | 153  | 136  | 129  | 100  | 87   | 95   | 90   | 85   | 80   | 79   |
|               | 1869 | 1890 | 1921 | 1950 | 1980 | 2001 | 2017 | 2019 | 2022 | 2024 |